# 奇奧尼斯島
奇奧尼斯島（英語：Chionis Island），是南極洲的島嶼，位於特里尼蒂島的奧爾角以南，屬於帕默群島的一部分，由英國南極名稱諮詢委員會命名，現時由南極條約體系管理。